# Guineu voladora de les illes de l'Almirallat
La guineu voladora de les illes de l'Almirallat (Pteropus admiralitatum) és una espècie de ratpenat de la família dels pteropòdids. Viu a Papua Nova Guinea i Salomó. Es creu que probablement es compon de tres espècies diferents, que divergeixen quant a l'hàbitat i l'ecologia. De fet, ja se n'ha separat la guineu voladora d'Ontong Java (P. howensis).